# Алдіаровське сільське поселення
Алдіа́ровське сільське поселення (рос. Алдиаровское сельское поселение) — муніципальне утворення у складі Янтіковського району Чувашії, Росія. Адміністративний центр — село Алдіарово.

## Населення
Населення — 1160 осіб (2019, 1397 у 2010, 1506 у 2002).

## Склад
До складу поселення входять такі населені пункти:
| Населений пункт    | Населення, осіб (2002) | Населення, осіб (2010) |
| ------------------ | ---------------------- | ---------------------- |
| Алдіарово, село    | 440                    | 400                    |
| Біляєво, присілок  | 454                    | 399                    |
| Нюшкаси, присілок  | 286                    | 288                    |
| Уразкаси, присілок | 326                    | 310                    |